# Pier Paolo Crescenzi

Stemma della famiglia dei Crescenzi

Pier Paolo Crescenzi (Roma, 1572 – Roma, 19 febbraio 1645) è stato un cardinale e vescovo cattolico italiano.

## Biografia
Nacque nel 1572 da Virgilio Crescenzi e Costanza Del Drago.
Suo fratello era l'artista Giovanni Battista Crescenzi, pittore e architetto dilettante, protettore di artisti.
Papa Paolo V lo elevò al rango di cardinale nel concistoro del 17 agosto 1611, assegnandogli il titolo dei Santi Nereo e Achilleo.
Partecipò a tre conclavi:
- conclave del 1621 che elesse Gregorio XV;
- conclave del 1623 che elesse Urbano VIII;
- conclave del 1644 che elesse Innocenzo X.

Morì il 19 febbraio 1645.

## Genealogia episcopale e successione apostolica
La genealogia episcopale è:
- Cardinale Bonifazio Caetani
- Cardinale Pier Paolo Crescenzi

La successione apostolica è:
- Arcivescovo Malatesta Baglioni (1612)